# Vlastec
Vlastec (en allemand : Wlastetz) est une commune du district de Písek, dans la région de Bohême-du-Sud, en République tchèque. Sa population s'élevait à 223 habitants en 2020.

## Géographie
Vlastec se trouve à 8 km au nord-est de Písek, à 48 km au nord-nord-ouest de České Budějovice et à 81 km au sud-sud-est de Prague.
La commune est limitée par Oslov au nord et au nord-est, par Temešvár à l'est, par Záhoří au sud, et par Vojníkov à l'ouest.

## Histoire
La première mention écrite du village date de 1323.

## Transports
Par la route, Vlastec se trouve à 10 km de Písek, à 59,5 km de České Budějovice et à 103 km de Prague.